# Punta del Este

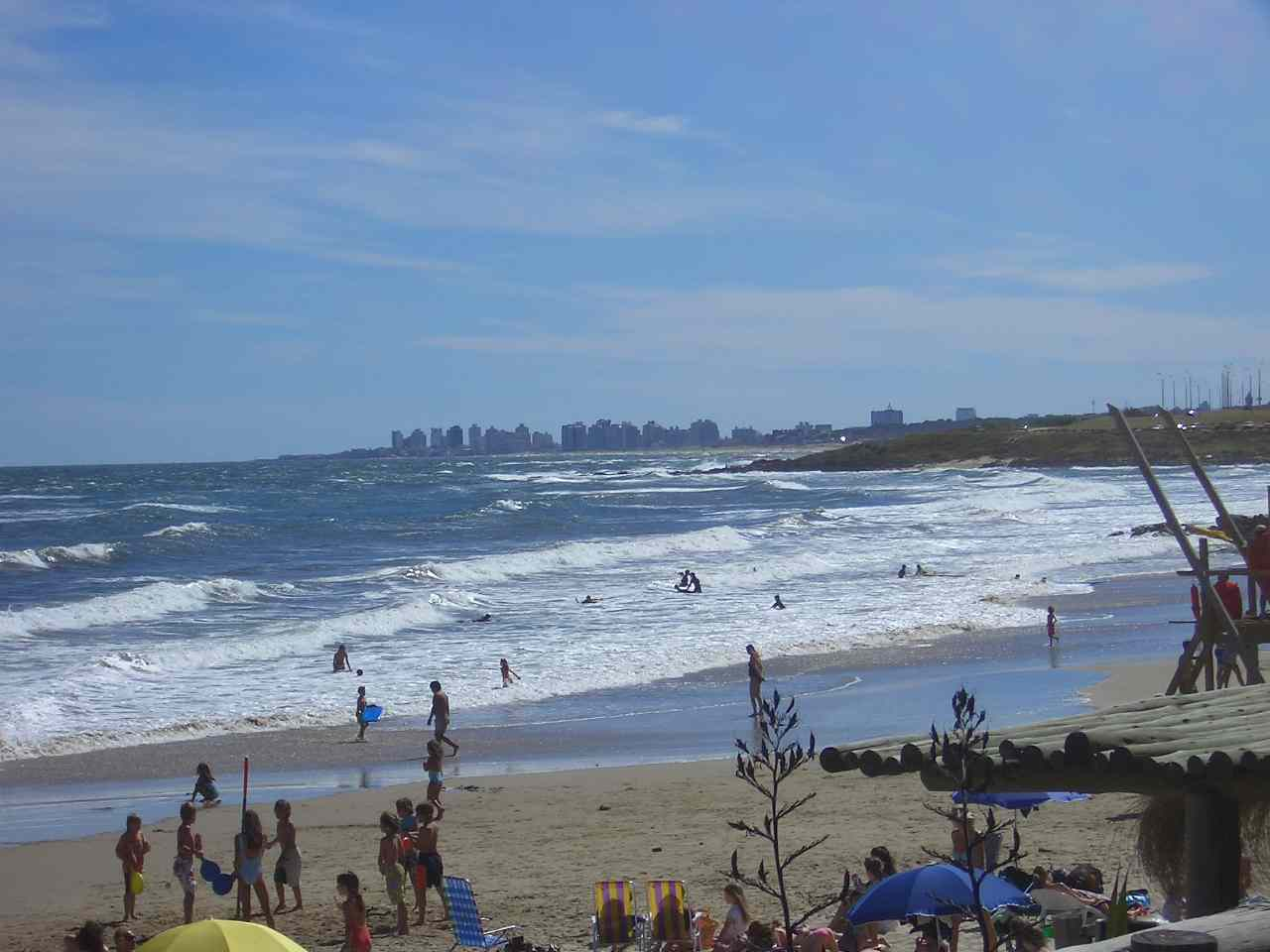
Plaża w Punta del Este

Punta del Este – miejscowość w południowym Urugwaju, w departamencie Maldonado, położona na południe od miasta Maldonado oraz około 100 km na wschód od stolicy kraju Montevideo, nad Oceanem Atlantyckim. Popularna miejscowość uzdrowiskowa i turystyczna tego kraju. Zamieszkuje je 7,3 tys. stałych mieszkańców (2004).
Punta del Este położone jest na niewielkim półwyspie o tej samej nazwie. Jest on uznawany za umowną granicę między akwenem Rio de la Plata, a pełnymi wodami Oceanu Atlantyckiego. Zasadzono na nim lasy eukaliptusów, araukarii i mimozy, wśród których powstały liczne luksusowe miejsca.
W Punta del Este często miały miejsce konferencje Organizacji Państw Amerykańskich.
Znajduje się tu latarnia morska.

## Miasta partnerskie
- Viña del Mar
- San Francisco, Stany Zjednoczone
- Marbella, Hiszpania
- La Serena, Chile
- Ibarra, Ekwador
- Guayaquil, Ekwador
- Dubrownik, Chorwacja
- Porto Alegre, Brazylia
- La Paz, Boliwia
- Los Cabos, Meksyk